# Rudolf Weth
Rudolf Weth (* 31. März 1937 in Wuppertal; † 30. Oktober 2022 in Neukirchen-Vluyn) war ein deutscher evangelischer Theologe, Autor und Herausgeber theologischer Schriften. Er war Dozent für Evangelische Theologie an der Eberhard Karls Universität Tübingen.

## Leben und Wirken
Nach dem Abitur am Wilhelm-Dörpfeld-Gymnasium in Wuppertal im März 1956 studierte Rudolf Weth Evangelische Theologie in Wuppertal, Heidelberg, Basel und Bonn, wo er auch promovierte. Danach arbeitete er als Vikar und Pastor in Duisburger Gemeinden. 1967 nahm er eine Stelle als Assistent von Jürgen Moltmann an der Universität Tübingen an. Von 1973 bis 2003 amtierte er als Direktor und Theologischer Vorstand des Neukirchener Erziehungsvereins, mit Hauptsitz in Neukirchen-Vluyn, Deutschland. Unter seiner Führung entwickelte sich der Erziehungsverein von einem kleinen Träger der Heimerziehung zu einer der umfangreichsten diakonischen Einrichtungen in Nordrhein-Westfalen und einem der größten deutschen Kinder- und Jugendhilfeträger. Von 1988 bis 2010 war er ehrenamtlicher Präses der Duisburger Kindernothilfe.
Er war mit der evangelischen Theologin und klassischen Philologin Irmgard Weth, geb. Scheffbuch (* 1943), verheiratet.

## Veröffentlichungen

### Als Verfasser
- Gott in Jesus. Der Ansatz der Christologie Friedrich Gogartens. Mit einer Gogarten-Bibliographie; Forschungen zur Geschichte und Lehre des Protestantismus 36; München: Kaiser, 1968 (Überarbeitete Fassung der Dissertation an der Universität Bonn, 1966)
- Christof Gestrich, Ernst-Lüder Solte, Rudolf Weth: Theologie an staatlichen Universitäten?; Stuttgart, Berlin, Köln, Mainz: Kohlhammer, 1972; ISBN 3-17-213021-5
- Götz Harbsmeier, Rudolf Weth: Glaube und Werke in der totalen kirchlichen Arbeitswelt; Neukirchen-Vluyn: Neukirchener Verlag, 1977; ISBN 3-7887-0506-X
- „Barmen“ als Herausforderung der Kirche. Beiträge zum Kirchenverständnis im Licht der Barmer Theologischen Erklärung;  	Theologische Existenz heute N.F. 220; München: Kaiser, 1984; ISBN 3-459-01544-6
- Kirche in der Sendung Jesu Christi. Missionarische und diakonische Existenz der Gemeinde im nachchristlichen Zeitalter; Neukirchen-Vluyn: Neukirchener Verlag; Neukirchen-Vluyn: Aussaat, 1993; ISBN 3-7887-1473-5 (Neukirchener); 3-7615-4870-2 (Aussaat)

### Als Herausgeber
- Diskussion zur „Theologie des Gemeindeaufbaus“; Edition Gemeindeaufbau 2; Neukirchen-Vluyn: Schriftenmissions-Verlag, 1986; ISBN 3-7958-8921-9
- Gottes Geist und Gottes Volk im Umbruch Europas; Gütersloh: Kaiser, Gütersloher Verlags-Haus, 1994; ISBN 3-579-01948-1
- Totaler Markt und Menschenwürde. Herausforderungen und Aufgaben christlicher Anthropologie heute; Neukirchen-Vluyn: Neukirchener, 1996; ISBN 3-7887-1557-X
- Was hat die Kirche heute zu sagen? Auftrag und Freiheit der Kirche in der pluralistischen Gesellschaft; Neukirchen-Vluyn: Neukirchener, 1998; ISBN 3-7887-1657-6
- Bekenntnis zu dem einen Gott? Christen und Muslime zwischen Mission und Dialog; Neukirchen-Vluyn: Neukirchener, 2000; ISBN 3-7887-1761-0
- Das Kreuz Jesu. Gewalt – Opfer – Sühne; Neukirchen-Vluyn: Neukirchener, 2001; ISBN 3-7887-1869-2
- Der machbare Mensch. Theologische Anthropologie angesichts der biotechnischen Herausforderung; Neukirchen-Vluyn : Neukirchener, 2004; ISBN 3-7887-2010-7
- Der lebendige Gott. Auf den Spuren neueren trinitarischen Denkens; Neukirchen-Vluyn: Neukirchener, 2005; ISBN 3-7887-2123-5